# ユア メディスン〜私があなたの薬になってあげる
「ユア メディスン〜私があなたの薬になってあげる」（ユア・メディスン〜わたしがあなたのくすりになってあげる）は、一青窈の13枚目のシングル。2009年10月7日リリース。

## 概要
- フォーライフミュージックエンタテイメント移籍第一弾で、新歌謡（進化窈）三部作の第一弾。
- タイトルにあわせ、一青窈がカプセル剤をばらまく写真が使用されている。
- 表題曲は70年代風の「フューチャーディスコ歌謡」と銘打ったアップテンポな楽曲。
- 初回生産限定盤には、一青窈が自身の詩を朗読したポエトリーリーディングを収録。

## 収録曲
（全作詞：一青窈／全作曲・編曲：小林武史）
1. ユア メディスン〜私があなたの薬になってあげる
  - TBS系「COUNT DOWN TV」2009年10月度オープニングテーマ
2. ほおずき
3. 白昼夢
4. prologue1（初回生産限定盤のみ）

## 収録アルバム
ユア メディスン〜私があなたの薬になってあげる
- 『花蓮街』